# Waltraud Nowarra
Waltraud Nowarra (nascida Waltraud Schameitat; Koszalin, 14 de novembro de 1940 – Dresden, 27 de outubro de 2007) foi um jogadora de xadrez da Alemanha Oriental, com participação nas Olimpíadas de xadrez de 1963 a 1972 tendo conquistado três medalhas. Na edição de 1966 conquistou a medalha de bronze no segundo tabuleiro por equipes. Nas edições de 1963, conquistou a medalha de bronze por participação individual e por equipes no segundo tabuleiro.